# Deutsche Maschinen- und Schiffbau AG
Die Deutsche Maschinen- und Schiffbau AG Rostock (DMS) war ein deutsches Schiffbauunternehmen.
Am 1. Juni 1990 erfolgte die Gründung der DMS durch die Treuhandanstalt in Berlin. Die DMS war Rechtsnachfolger des VEB Kombinat Schiffbau und Mitglied im Verband für Schiffbau und Meerestechnik (VSM).
Am 8. Juni 1990 wurden mit Wirkung vom 1. Juni 1990 in Berlin durch die Treuhandanstalt die Volkseigenen Betriebe des Kombinats Schiffbau in 24 Kapitalgesellschaften mit beschränkter Haftung umgewandelt und als Tochterunternehmen der DMS zugeordnet, nämlich:
- sieben Werften,
- zehn spezialisierte Maschinenbaubetriebe,
- ein E–Technik-Unternehmen,
- fünf Consulting- und Engineering-Unternehmen
- und das Handelshaus Schiffscommerz.

Bei den Werften handelt es sich um diejenigen, die in den Seeschiffbau involviert waren:
- die Warnowwerft Warnemünde, Rostock-Warnemünde,
- die Volkswerft Stralsund, Stralsund,
- die MTW – Mathias-Thesen-Werft, Wismar,
- die Neptun Werft, Rostock,
- die Peene-Werft in Wolgast
- die Elbewerft Boizenburg, Boizenburg/Elbe
- die Rosslauer Schiffswerft, Rosslau/Elbe

Zulieferbetriebe waren u. a.
- der VEB Dieselmotorenwerk Rostock,
- der VEB Kühlautomat Berlin,
- der VEB Schiffselektronik Rostock,
- der VEB Gießerei und Maschinenbau Torgelow,
- der VEB Isolier- und Kältetechnik Schiffbau,
- der VEB Maschinenbau Halberstadt,
- der VEB Schiffsanlagenbau Barth.

## Aufgabe
Aufgabe der DMS nach Vorgaben der Treuhandanstalt war es, diese 24 Betriebe zu führen und auf westdeutschen Standard umzustellen, sowie möglichst arbeitsplatzschonend zu privatisieren.

## Problematik
Mit dem Zusammenbruch der Sowjetunion Anfang der 1990er Jahre und dem  Ende der DDR-Mitgliedschaft im RGW auf Grund der Währungs-, Wirtschafts- und Sozialunion verloren die ostdeutschen Werften und ihre Zulieferer ihren Hauptabsatzmarkt.
Zusätzlich belastet wurden die Betriebe durch Lohnerhöhungen nach der deutschen Währungs-, Wirtschafts- und Sozialunion. Damit stiegen die Lohnstückkosten weit über das Niveau der westdeutschen Industrie und verringerten die Wettbewerbsfähigkeit.
siehe auch Treuhandanstalt#Probleme bei der Privatisierung

## Privatisierungen
Die Neptun Werft wurde durch die Treuhandanstalt in den Bremer Vulkan eingegliedert.
Die Volkswerft Stralsund, die Mathias-Thesen-Werft und das Dieselmotorenwerk Rostock wurden ebenfalls vom Bremer Vulkan übernommen; die Warnowwerft ging an Kværner. Die Binnenwerften in Boizenburg und Rosslau gingen an Dieter Petram.
Neue Oderwerft (VEB Oderwerft Eisenhüttenstadt)
Bei der Privatisierung des Schiffbaukombinates wurden 854 Mio. DM EU-Fördermittel, die für die Ostwerften bestimmt waren, rechtswidrig zur Sanierung der Stammbetriebe des westdeutschen Bremer Vulkan verwendet.